# Universiteitspenning
Een universiteitspenning is een penning waarvan de uitgifte gerelateerd is aan een gebeurtenis binnen een universiteitsgemeenschap.
Veel gebruikte onderwerpen voor universiteitspenningen zijn:
- Jubilea van een universiteit (onder meer eeuwfeesten, zoveeljarig bestaan)
- Jubilea van hoogleraren en/of andere universiteitsmedewerkers.
- Nieuwbouw en/of opening van een universiteit(sonderdeel).